# Hongkong-sziget
A Hongkong-sziget Hongkong második legnagyobb szigete Lánthau (Lantau) után.

## Látnivalók
Itt található Madame Tussaud panoptikuma helyi és nemzetközi hírességek (például Jackie Chan, Jay Chou, Bruce Lee, Jet Li, Szun Jat-szen vagy éppen Jao Ming) viasszobraival. Az 1906-ban épült Western Market Edward-korabeli stílusú épületében számos helybéli üzlet és étterem kapott helyet. Az Ocean Park (Ócenárium) 870 000 m²-en, 1977 óta működik. A sziget egyik fő látványossága az Aberdeen-kikötő, ahol egy három szintes, kínai motívumokkal díszített úszó étterem is horgonyoz. A Hongkong park nyolc hektáron terül el és több mint 150 féle madárfajnak ad otthont. A Happy Valley Hongkong két lóversenypályájának egyike, 1846 óta tartanak itt lóversenyeket, 1973 óta éjszaka is. Hongkong-sziget neves nyugati éttermei és népszerű klubjai a Lánkvájfong (Laan Gwai Fong) negyedben tömörülnek. A Hollywood Roadtól délre található a SoHo (South of Hollywood Road), ami divatos negyeddé vált. Repulse Bay homokos tengerpartja népszerű a napozók és a sétálók körében.

## Közlekedés
A Hongkong-sziget magaslataira a feljutást korábban hordszékekkel oldották meg. A Viktória-csúcsra 1888 óta a Peak Tram elnevezésű siklóval lehet feljutni, ami a város legelső tömegközlekedési eszköze is volt. A jelentős szintkülönbségekkel rendelkező Központi és nyugati kerületben több mozgólépcső és mozgójárda is segíti a közlekedést, itt található a világ leghosszabb mozgólépcsőrendszere, a Central–Mid Levels mozgólépcső.
A szigeten fut az MTR Islands Line metróvonala.